# Sobreentrenamiento
El sobreentrenamiento a menudo referido como (síndrome de sobreentrenamiento, burnout, sobreentrenamiento deportivo), es considerado como una respuesta poco adaptativa al estrés del entrenamiento y la competencia, habitualmente debido a la exposición continuada a cada vez más altos niveles de cargas de entrenamiento, sin el suficiente período de descanso. El final de este proceso de estrés crónico, con gran variedad de sintomatología tanto biológica como psicológica, es lo que se conoce como síndrome de entrenamiento SSE.
Fender (1989) considera que el burnout es una reacción a los estresores de una competencia atlética, caracterizada por sentimientos de agotamiento emocional, una actitud impersonal hacia los sujetos del entorno deportivo y un deterioro en el rendimiento deportivo. 
Se encuentra íntimamente relacionado con el estrés generado por el ambiente y las capacidades de afrontamiento al estrés de las personas. Cuando el afrontamiento es exitoso, se sobrepone a la carga de estrés y se regresa a la homeostasis; cuando el afrontamiento no es exitoso ocurre el (sobreentrenamiento). 

## Características
Se caracteriza por la persistencia del deterioro de la capacidad de rendimiento a pesar de reducir en gran medida el estímulo del entrenamiento. 
Actualmente no existe una idea común, hipótesis o diagnóstico clínico fiable que lo identifique, ya que es algo muy difícil. Por eso, hasta el momento, se evalúa el estado físico, psicológico y hormonal del deportista, eligiendo como mejor opción la disminución de la práctica física.

## Síntomas
Los síntomas descritos en los diferentes sujetos son muy variables, por lo que es preferible hablar de “síndrome de sobreentrenamiento”. Éste, ha sido definido a través de la recolección de numerosos casos, por lo que no debe extrañar que, en ocasiones se den síntomas contrapuestos. Por ejemplo, se ha descrito que un sujeto con sobreentrenamiento puede sufrir insomnio, braquicardia o taquicardia, irritabilidad... Por lo que se afirma que sus síntomas son muy inespecíficos, tanto, que siquiera se ha podido diagnosticar del todo, reconocer o admitir por la comunidad médica como se ha comentado anteriormente. A continuación, se citan más brevemente sus síntomas:
- Irritabilidad, apatía, inactividad.
- Alteración del sueño.
- Pérdida de peso de forma generalizada.
- Disminución del rendimiento físico.
- Alteración de la frecuencia cardíaca en reposo.
- Importante falta de concentración y atención.
- Sensación de cansancio a la hora de realizar simples acciones.
- Pesadez muscular, molestias, pequeños dolores.
- Falta de coordinación en diferentes movimiento.

## Causas
- Excesivo trabajo físico e intelectual, superando los límites de la propia tolerancia del sujeto.
- Inadecuado o insuficiente descanso.
- Desequilibrada alimentación.
- Insuficiente hidratación (pudiendo causar una reducción energética).
- Alteraciones psíquicas como estrés, ansiedad, problemas personales en general, etc.

## Consecuencias
El sobreentrenamiento puede incluir lesión y debilidad muscular, así como cambios hormonales, alteraciones en el humor, depresión psicológica y problemas nutricionales que pueden causar disminución en el apetito o diarrea. En algunos casos puede propiciar el abandono deportivo.

## Prevención
- Se debe actuar rápidamente, ser diagnosticado a tiempo y tratado de manera eficaz ya que puede durar varios meses o incluso un año.
- Llevar a cabo alimentación adecuada: alimentación variada haciendo hincapié en la ingesta de hidratos de carbono durante los periodos de entrenamientos en los cuales las cargas sean elevadas. Importante también ingerir siempre líquidos antes, durante y después del entrenamiento.
- Descanso: fundamental, considerándose adecuado al menos ocho horas diarias y recomendado un día a la semana de descanso completo.
- Infecciones: prestar atención a posibles infecciones, ya que, en ocasiones la disminución del rendimiento se debe a alguna infección desconocida por parte del deportista.
- Factores ambientales: muchas veces, el estar expuestos a situaciones ambientales extremas (el calor, la altura…) puede estar vinculado con la aparición del síndrome de sobreentrenamiento.
- Individualización de las cargas de entrenamiento: saber que cada deportista tiene un umbral diferente o distinta manera de asimilar, por lo que es necesario adaptar las cargas individualmente en función de las características de cada deportista.
- Moderación al entrenar la fuerza: ya que recientes investigaciones afirman que el entrenamiento de la fuerza se relaciona en mayor medida con el síndrome de sobreentrenamiento (principalmente si se trabaja con cargas máximas).
- Recomendable evitar la monotonía siempre que sea posible, utilizando métodos de entrenamiento variados (entrenamiento en grupo, cambiar de rutinas, etc.).

## Recomendaciones
Por ello, se dice que cuando un atleta que es sometido a un programa de entrenamiento intenso, nota o percibe un descenso en su rendimiento, hay que tener en cuenta dos aspectos:
- Conviene suspender o disminuir entrenamiento al menos durante dos semanas.
- El deportista afectado, debe ser examinado por un médico competente. Si tras suspender o disminuir el entrenamiento durante las dos semanas aconsejables, el deterioro del rendimiento continúa, cabría la posibilidad de “síndrome de sobreentrenamiento" (mencionado anteriormente en “Síntomas”).